# Ibrahim Rojhilat
Îbrahîm Rojhilat (* 1969 in Doğubeyazıt) ist ein kurdischer Sänger aus der Türkei.

## Leben und Karriere
Ibrahim Rojhilat wurde 1969 im kurdischen Bazîd (türk.: Doğubeyazıt) geboren, wuchs dort auf und absolvierte dort das Gymnasium. Im Jahre 1991 begann er sich professionell mit der kurdischen Musik zu beschäftigen und gründete kurz darauf die Musikgruppe Koma Rojhilat (kurdisch für „Gruppe des Ostens“), dessen Solist er bis zur Auflösung der Band war. 1997 brachte die Band ihr erstes Album mit dem Titel Ez (kurdisch für „Ich“) heraus. Das Album verbreitete sich rasch und Koma Rojhilat wurde zu einer der bedeutendsten kurdischen Bands der 1990er Jahre – obwohl die kurdische Sprache und Kultur in der Türkei damals strengstens verboten war.
Ibrahim Rojhilat singt neben traditionellen und moderneren Volksliedern auch Stücke aus der epischen Gesangstradition der Dengbêj (Barden).

## Diskografie

### Alben
- Ez (Album mit Koma Rojhilat)
- 2006: Bengî (erstes Soloalbum)
- 2008: Ji te dûr bûm

### Singles (Auswahl)
- Esmer Emman
- Çem E
- Ji Te Dûr Bûm
- Gula We Me
- Hêvî